# Freudovo muzeum (Londýn)
Freudovo muzeum v Londýně bylo založeno roku 1982 a nachází se v obvodu Camden.
Po anexi Rakouska nacistickým  Německem roku 1938 byl Sigmund Freud, zakladatel psychoanalýzy, nucen opustit Vídeň a přestěhovat se do Londýna. Koupil dům v Maresfield Gardens číslo 20 v Hampsteadu, intelektuální čtvrti Londýna. V tom roce bylo Freudovi 80 let a následující rok zemřel. Dům zůstal vlastnictvím jeho rodiny do smrti jeho nejmladší dcery Anny, zakladatelky dětské terapie, roku 1982. Po její smrti se z domu stalo Freudovo muzeum.
Freudova rodina při stěhování do Londýna vzala s sebou veškerý nábytek a zařízení domácnosti. Nejvzácnějším exponátem muzea tak je psychoanalytická pohovka. Nacházejí se zde i biedermeierová skříň, stůl, příborník a rakouský venkovský malovaný nábytek z 18. a 19. století. Muzeum vlastní Freudovy egyptské, řecké, římské a orientální starožitnosti a jeho knihovnu.
Muzeum je přístupné veřejnosti pět dní v týdnu. Organizuje rovněž výzkumné a publikační programy a poskytuje vzdělávací služby jako semináře, konference a speciální návštěvy muzea.
Dopravní spojení - metro - Finchley Road, Swiss Cottage.
Další muzea věnovaná Freudovu odkazu se nacházejí ve Vídni a v rodišti Freuda v Příboře.